# 원적산터널
원적산터널(元積山터널)은 인천광역시 서구 석남동과 부평구 산곡동을 연결하는 터널이다. 개통 당시에는 천마터널이었으며, 2009년에 개칭했다.
2021년 5월 22일에 개통된 서울 지하철 7호선 산곡역과 석남역 사이 구간은 이 터널 하부로 지나간다.

## 터널 정보
- 총연장 : 2,269m
- 터널 : 상행선 1040m, 하행선 1026m (2차로 쌍굴)
- 요금소 : 석남지하차도 및 요금소
- 공사기간 : 2001-01 ~ 2004-07
- 사업 시행자 : 천마개발(주)
- 출자자 : 교원공제회

## 연혁
- 2004년 6월 23일 : 천마터널 개통[1]
- 2004년 7월 10일 : 통행료 수납 개시. 당시 통행료는 소형(중형) 700원, 감면차량 350원, 대형 1,000원이었다.[2]
- 2007년 4월 1일 : 소형자동차 통행료를 700원에서 800원으로 100원 인상, 감면 차량 통행료를 350원에서 400원으로 50원 인상[3]
- 2009년 7월 1일 : 대형차 통행료를 1,000원에서 1,100원으로 100원 인상[4]

## 통행료
2009년 7월 1일 기준이다. 통행료는 2034년 7월 9일까지 25년간 징수할 계획이다. 단, 하이패스는 설치되지 않아 사용할 수 없다.
| 구분      | 통행료  | 해당 차량                                       |
| --------- | ------- | ----------------------------------------------- |
| 감면 차량 | 400원   | - 배기량 800㏄미만 차량(마티즈, 아토스 등)      |
| 소형      | 800원   | - 승용차, 5.5톤 이하 화물차, 32인승 이하 승합차 |
| 대형      | 1,100원 | - 5.5톤 초과 화물차, 33인승 이상 승합차         |